# Petr Palarčík
Petr Palarčík (* 18. října 1963 Olomouc) je český fotograf, knižní grafik a básník. Básně publikuje pod pseudonymem Petr Pustoryj.

## Život
Vystudoval Gymnázium Šternberk (maturita 1983), poté pracoval jako dělník. Mezi lety 1991 a 2007 působil v olomouckém nakladatelství Votobia jako knižní grafik a redaktor, dnes se živí jako grafik a fotograf na volné noze. Podílí se například na časopisu Herberk nebo knižní edici HeWer.
Ve fotografii se zaměřuje mimo jiné na momentky z hospodského života, kulturní akce, pouliční fotografii nebo konceptuální fotografii. Pozornost vyvolala zvláště jeho dlouho chystaná výstava v centru olomouckého undergroundu Ponorka v Ponorce v roce 2019.

## Dílo

### Knihy
- Pustoryj P. Den a noc. Votobia 2004.

- Pustoryj P. Toulky loutky. HeWer 2019.

### Výstavy
- Zlatý věk (Divadlo hudby, Olomouc, kresba, 1993)
- Ponorková nemoc (Hospoda U musea, Olomouc, kresba, 1994)
- Básníci (Klub Kaldera, Olomouc, fotografie, 2007)
- Básníci (Knihovna města Olomouce, Olomouc, fotografie, 2008)[5]
- Ponorka v Ponorce (Hospoda U musea, Olomouc, fotografie, 2019)